# Peggy McCay
Peggy McCay, nome d'arte di Margaret Ann McCay (New York, 3 novembre 1927 – Los Angeles, 7 ottobre 2018), è stata un'attrice statunitense.

## Biografia
Nata il 3 novembre 1927 a Manhattan, era l'unica figlia di Catherine Tighe e Michael Joseph McCay. Ha frequentato la Saint Walburga's Convent School e il Barnard College. Successivamente, ha studiato con Lee Strasberg a New York e in seguito ha contribuito a creare il West Coast studio. A New York ha incominciato a recitare in alcune produzioni teatrali. Nel 1956, ha recitato a fianco di Franchot Tone nell'opera di Anton Čechov Zio Vanja. Per questo ruolo, ha vinto un Obie Award. L'anno seguente, sia lei che Tone hanno ripreso i rispettivi ruoli nel nell'omonima versione cinematografica dell'opera teatrale. Dal 1951 al 1955, ha interpretato Vanessa Dale nella serie della CBS Love of Life. Nel 1958, ha interpretato Flora nella serie TV Gunsmoke. Nello stesso anno ha recitato in un episodio di Perry Mason. Nel 1959, ha interpretato Melissa Maybrook inMaverick. Nel 1962, ha recitato nella serie della ABC Room for One More. Nello stesso anno, è apparsa in The Wide Country e nel film Laddy alla riscossa.
Il 4 febbraio 1963, è apparsa in una puntata di The Andy Griffith Show. Nello stesso anno, ha recitato in un episodio di Laramie e in General Hospital.  Nel 1977, ha recitato nel film TV Eleanor and Franklin: The White House Years e l'anno seguente, ha interpretato Maggie Taylor in Alla conquista del West. Nel 1979, ha recitato nel film Promises in the Dark. Dal 1978 al 1982, ha interpretato Marion Hume nel serie drammatica della CBS Lou Grant. Negli anni seguenti, ha recitato in alcuni film tra i quali L'amore di Murphy e La fine del gioco. Nel 1991, ha vinto un Emmy per la miglior attrice ospite in una serie drammatica per I casi di Rosie O'Neill. Dal 1983 al 2016, ha interpretato Caroline Brady nella soap opera Il tempo della nostra vita. È morta per cause naturali il 7 ottobre 2018, nella sua casa di Los Angeles.

## Filmografia

### Cinema
- Uncle Vanya, regia di Franchot Tone e John Goetz (1957)
- I fuorilegge della polizia (The Case Against Brooklyn), regia di Paul Wendkos (1958)
- Laddy alla riscossa (Lad: A Dog), regia di Leslie H. Martinson e Aram Avakian (1962)
- Promises in the Dark, regia di Jerome Hellman (1979)
- Amy, regia di Vincent McEveety (1981)
- Libertà poco vigilata (Bustin' Loose), regia di Oz Scott e Michael Schultz (1981)
- Second Thoughts, regia di Lawrence Turman (1983)
- UFOria, regia di John Binder (1984)
- L'amore di Murphy (Murphy's Romance), regia di Martin Ritt (1985)
- La fine del gioco (No Man's Land), regia di Peter Werner (1987)
- L'innocenza del delitto (Daddy's Girl), regia di Martin Kitrosser (1996)
- Let Go, regia di Brian Jett (2011)

### Televisione
- Kraft Television Theatre - serie TV, episodio 2x43 (1949)
- The Philco Television Playhouse - serie TV, 2 episodi (1949-1951)
- Crime Photographer - serie TV, episodio 1x14 (1951)
- Love of Life - serie TV, 37 episodi (1951-1955)
- Hallmark Hall of Fame - serie TV, episodio 1x38 (1952)
- Omnibus - serie TV, episodio 2x22 (1954)
- Love Story - serie TV, episodio 1x04 (1954)
- Danger - serie TV, episodio 5x07 (1954)
- Mayor of the Town - serie TV, episodio 1x06 (1954)
- The United States Steel Hour - serie TV, episodio 2x16 (1955)
- Appointment with Adventure - serie TV, episodio 2x12 (1955)
- Goodyear Television Playhouse - serie TV, episodio 5x15 (1956)
- Armstrong Circle Theatre - serie TV, 2 episodi (1956-1957)
- Matinee Theatre - serie TV, 12 episodi (1956-1958)
- Studio One - serie TV, episodio 9x16 (1957)
- Robert Montgomery Presents - serie TV, episodio 8x30 (1957)
- Lux Video Theatre - serie TV, episodio 7x41 (1957)
- The Court of Last Resort – serie TV, episodio 1x08 (1957)
- The Californians - serie TV, episodio 1x10 (1957)
- Alfred Hitchcock presenta (Alfred Hitchcock Presents) - serie TV, episodio 3x11 (1957)
- The Adventures of Jim Bowie - serie TV, 2 episodi (1957)
- The Investigators - serie TV, episodio 1x10 (1958)
- Perry Mason - serie TV, 2 episodi (1958-1963)
- Gunsmoke - serie TV, 3 episodi (1958-1971)
- Westinghouse Desilu Playhouse – serie TV, episodio 1x22 (1959)
- David Niven Show - serie TV, episodio 1x11 (1959)
- The Alaskans - serie TV, episodio 1x04 (1959)
- Play of the Week - serie TV, episodio 1x12 (1959)
- Maverick - serie TV, 3 episodi (1959-1960)
- The Roaring 20's - serie TV, 2 episodi (1960-1961)
- Indirizzo permanente (77 Sunset Strip) - serie TV, 2 episodi (1960-1961)
- Hawaiian Eye - serie TV, 4 episodi (1960-1963)
- Lawman - serie TV, episodio 3x32 (1961)
- Surfside 6 – serie TV, episodi 1x30-2x27 (1961-1962)
- Room for One More - serie TV, 26 episodi (1962)
- The Wide Country – serie TV, episodio 1x11 (1962)
- L'ora di Hitchcock (The Alfred Hitchcock Hour) - serie TV, 2 episodi (1962-1964)
- FBI Cape Canaveral, regia di Leslie H. Martinson - film TV (1963)
- The Andy Griffith Show - serie TV, episodio 3x19 (1963)
- General Hospital - serie TV (1963)
- Laramie - serie TV, episodio 4x26 (1963)
- The Greatest Show on Earth – serie TV, episodio 1x05 (1963)
- Redigo - serie TV, episodio 1x13 (1963)
- Il virginiano (The Virginian) - serie TV, episodio 2x14 (1963)
- Il fuggiasco (The Fugitive) - serie TV, episodio 1x16 (1964)
- Channing - serie TV, episodio 1x23 (1964)
- La grande avventura (The Great Adventure) – serie TV, episodi 1x23-1x24 (1964)
- Ben Casey - serie TV, 2 episodi (1964)
- Slattery's People – serie TV, episodio 1x11 (1964)
- Profiles in Courage - serie TV, episodio 1x05 (1964)
- The Young Marrieds - serie TV, 211 episodi (1964-1966)
- F.B.I. - serie TV, 4 episodi (1966-1972)
- Los Angeles: ospedale nord (The Interns) - serie TV, episodio 1x04 (1970)
- Make Room for Granddaddy - serie TV, episodio 1x14 (1971)
- The City, regia di Daniel Petrie - film TV (1971)
- Bonanza - serie TV, episodio 13x03 (1971)
- Mamma Elisabeth (A Death of Innocence), regia di Paul Wendkos - film TV (1971)
- Longstreet - serie TV, episodio 1x22 (1972)
- A tutte le auto della polizia (The Rookies) - serie TV, episodio 1x06 (1972)
- Marcus Welby (Marcus Welby, M.D.) - serie TV, 2 episodi (1972-1974)
- The Girl with Something Extra - serie TV, episodio 1x08 (1973)
- Barnaby Jones - serie TV, 3 episodi (1973-1975)
- Le strade di San Francisco (The Streets of San Francisco) - serie TV, episodio 3x03 (1974)
- Il cacciatore (The Manhunter) - serie TV, episodio 1x04 (1974)
- Una famiglia americana (The Waltons) - serie TV, episodio 3x11 (1974)
- S.W.A.T. - serie TV, episodio 1x02 (1975)
- The Turning Point of Jim Malloy, regia di Frank D. Gilroy - film TV (1975)
- Lotta per la vita (Medical Story) - serie TV, episodio 1x04 (1975)
- Eleanor and Franklin - miniserie TV, 2 episodi (1976)
- Cannon - serie TV, episodio 5x22 (1976)
- Squadra Most Wanted (Most Wanted) - serie TV, episodio 1x05 (1976)
- Ragazzo di provincia (Gibbsville) - serie TV, 13 episodi (1976-1977)
- Eleanor and Franklin: The White House Years, regia di Daniel Petrie - film TV (1977)
- Good Against Evil, regia di Paul Wendkos - film TV (1977)
- ABC Afterschool Specials - serie TV, episodio 6x01 (1977)
- Kojak - serie TV, episodio 5x05 (1977)
- La fuga di Logan (Logan's Run) - serie TV, episodio 1x07 (1977)
- Alla conquista del West (How the West Was Won) - serie TV, 4 episodi (1978)
- The Amazing Spider-Man - serie TV, episodio 2x04 (1978)
- La sindrome di Lazzaro (The Lazarus Syndrome), regia di Jerry Thorpe - film TV (1978)
- Quincy (Quincy, M.E.) - serie TV, 2 episodi (1978-1982)
- Lou Grant - serie TV, 9 episodi (1978-1982)
- La sindrome di Lazzaro (The Lazarus Syndrome) - serie TV, 2 episodi (1979)
- Mrs. R's Daughter, regia di Dan Curtis - film TV (1979)
- Archie Bunker's Place - serie TV, episodio 1x13 (1979)
- Fighting Back: The Story of Rocky Bleier, regia di Robert Lieberman - film TV (1980)
- Mark ti amo (Mark, I Love You), regia di Gunnar Hellström - film TV (1980)
- Chiamami Einstein (Two of a Kind), regia di Roger Young - film TV (1982)
- New York New York (Cagney & Lacey) - serie TV, 2 episodi (1982-1985)
- Aspetta che torni tua madre! (Wait Till Your Mother Gets Home!), regia di Bill Persky - film TV (1983)
- Il principe delle stelle (The Powers of Matthew Star) - serie TV, episodio 1x15 (1983)
- I Jefferson (The Jeffersons) - serie TV, episodio 9x25 (1983)
- A cuore aperto (St. Elsewhere) - serie TV, 2 episodi (1983)
- Bravo Dick (Newhart) - serie TV, episodio 2x06 (1983)
- Memorial Day, regia di Joseph Sargent - film TV (1983)
- Il tempo della nostra vita (Days of Our Lives) - serie TV, 1674 episodi (1983-2016)
- Giudice di notte (Night Court) - serie TV, episodio 1x01 (1984)
- La piccola grande Nell (Gimme a Break!) - serie TV, episodio 3x22 (1984)
- Airwolf - serie TV, episodio 2x08 (1984)
- Hardcastle & McCormick - serie TV, episodio 2x13 (1985)
- Autostop per il cielo (Highway to Heaven) - serie TV, episodio 1x15 (1985)
- Deadly Care, regia di David Anspaugh - film TV (1987)
- J.J. Starbuck - serie TV, episodio 1x03 (1987)
- I Married Dora - serie TV, 2 episodi (1987-1988)
- Un anno nella vita (A Year in the Life) - serie TV, episodio 1x17 (1988)
- Winnie, regia di John Korty - film TV (1988)
- Amityville Horror - La fuga del diavolo (Amityville Horror: The Evil Escapes), regia di Sandor Stern - film TV (1989)
- His & Hers - serie TV, episodio 1x03 (1990)
- Hardball - serie TV, episodio 1x13 (1990)
- I casi di Rosie O'Neill (The Trials of Rosie O'Neill) - serie TV, episodio 1x13 (1991)
- Il commissario Scali (The Commish) - serie TV, episodio 2x04 (1992)
- L.A. Law - Avvocati a Los Angeles (L.A. Law) - serie TV, episodio 7x09 (1993)
- Woman on the Run: The Lawrencia Bembenek Story, regia di Sandor Stern - film TV (1993)
- Alien Nation: The Udara Legacy, regia di Kenneth Johnson - film TV (1997)
- Profiler - Intuizioni mortali (Profiler) - serie TV, 2 episodi (1997)
- Providence - serie TV, episodio 1x12 (1990)
- Silk Hope, regia di Kevin Dowling - film TV (1999)
- Giudice Amy (Judging Amy) - serie TV, episodio 2x03 (2000)
- James Dean - La storia vera (James Dean), regia di Mark Rydell - film TV (2001)
- Cold Case - Delitti irrisolti (Cold Case) - serie TV, episodio 7x14 (2010)

## Riconoscimenti

### Premio Emmy
- 1986 - Candidatura alla miglior attrice ospite in una serie drammatica per New York New York
- 1991 - Miglior attrice ospite in una serie drammatica per I casi di Rosie O'Neill
- 1993 - Candidatura alla miglior attrice non protagonista in una miniserie o film per la televisione per Woman on the Run: The Lawrencia Bembenek Story

### Daytime Emmy Awards
- 1986 - Candidatura alla miglior attrice in una serie drammatica per Il tempo della nostra vita
- 1987 - Candidatura alla miglior attrice non protagonista in una serie drammatica per Il tempo della nostra vita
- 2013 - Candidatura alla miglior attrice in una serie drammatica per Il tempo della nostra vita
- 2015 - Candidatura alla miglior attrice in una serie drammatica per Il tempo della nostra vita
- 2016 - Candidatura alla miglior attrice non protagonista in una serie drammatica per Il tempo della nostra vita

## Doppiatrici italiane
Nelle versioni in italiano delle opere in cui ha recitato, Peggy McCay è stata doppiata da: 
- Piera Cravignani in Il tempo della nostra vita
- Vittoria Febbi in Cold Case - Delitti irrisolti